# Pierre Pichery
Pierre Pichery est un homme politique français né le 14 juin 1863 à Villeny (Loir-et-Cher) et décédé le 2 septembre 1952 dans la même commune.

## Biographie
Fils d'une riche famille, il gère le domaine familial et se lance très vite dans la politique. Conseiller municipal de Villeny en 1892, il en devient maire en 1900. Il siège également au conseil d'arrondissement de 1895 à 1897. En 1899, il est élu conseiller général du Canton de Neung-sur-Beuvron.
Député de Loir-et-Cher de 1902 à 1920, et sénateur du même département de 1920 à 1940. 

## Sources
- Ressources relatives à la vie publique :   - Sénat
  - Base Sycomore
- « Pierre Pichery », dans le Dictionnaire des parlementaires français (1889-1940), sous la direction de Jean Jolly, PUF, 1960 [détail de l’édition]